# Puchar Azji w Piłce Nożnej 2027 (eliminacje)/Grupa B
W Grupie B trzeciej rundy eliminacji do Pucharu Azji 2027 biorą udział następujące zespoły:
- Liban
- Jemen
- Bhutan
- Brunei (zwycięzca dwumeczu z  Makau w rundzie play-off)

## Tabela
| Lp. | Drużyna | M | Z | R | P | B+ | B– | +/– | Pkt | Kwalifikacja          |        | Liban  | Brunei | Jemen  | Bhutan |
| --- | ------- | - | - | - | - | -- | -- | --- | --- | --------------------- | ------ | ------ | ------ | ------ | ------ |
| 1   | Liban   | 2 | 1 | 1 | 0 | 5  | 0  | +5  | 4   | Awans do Pucharu Azji |        |        | 5–0    | 31 mar | 9 paź  |
| 2   | Brunei  | 2 | 1 | 0 | 1 | 2  | 6  | −4  | 3   |                       |        | 18 lis |        | 9 paź  | 2–1    |
| 3   | Jemen   | 2 | 0 | 2 | 0 | 0  | 0  | 0   | 2   |                       | 0–0    | 14 paź |        | 18 lis |        |
| 4   | Bhutan  | 2 | 0 | 1 | 1 | 1  | 2  | −1  | 1   |                       | 14 paź | 31 mar | 0–0    |        |        |

## Mecze
| 25 marca 202513:00 CET | Bhutan | 0:0(0:0) | Jemen | Changlimithang, Thimphu Sędzia: Thoriq Alkatiri |
| 25 marca 202513:00 CET |        | 0:0(0:0) |       | Changlimithang, Thimphu Sędzia: Thoriq Alkatiri |

| 25 marca 202519:30 CET | Liban                                                   | 5:0(4:0) | Brunei | Saoud bin Abdulrahman Stadium, Al-Wakra (Katar) Sędzia: Venikatesh Ramachandran |
| 25 marca 202519:30 CET | Fakhro 5', 28' · Merheg 21' · Chakroun 33' · Haidar 90' | 5:0(4:0) |        | Saoud bin Abdulrahman Stadium, Al-Wakra (Katar) Sędzia: Venikatesh Ramachandran |

| 10 czerwca 202514:15 CEST | Brunei                              | 2:1(1:0) | Bhutan            | Stadion Sułtana Hassanala Bolkiaha, Bandar Seri Begawan Sędzia: Mongkolchai Pechsri |
| 10 czerwca 202514:15 CEST | Nazirrudin 29' · Chetrim 63' (sam.) | 2:1(1:0) | 90+2' D. Tshering | Stadion Sułtana Hassanala Bolkiaha, Bandar Seri Begawan Sędzia: Mongkolchai Pechsri |

| 10 czerwca 202519:30 CEST | Jemen | 0:0(0:0) | Liban | Sulaibikhat Stadium, Kuwejt (Kuwejt) Sędzia: Salim Al-Majarafi |
| 10 czerwca 202519:30 CEST |       | 0:0(0:0) |       | Sulaibikhat Stadium, Kuwejt (Kuwejt) Sędzia: Salim Al-Majarafi |

| 2025-10-dataCEST | Brunei |  | Jemen |  |
| 2025-10-dataCEST |        |  |       |  |

| 2025-10-dataCEST | Liban |  | Bhutan |  |
| 2025-10-dataCEST |       |  |        |  |

| 2025-10-dataCEST | Jemen |  | Brunei |  |
| 2025-10-dataCEST |       |  |        |  |

| 2025-10-dataCEST | Bhutan |  | Liban |  |
| 2025-10-dataCEST |        |  |       |  |

| 2025-11-dataCET | Brunei |  | Liban |  |
| 2025-11-dataCET |        |  |       |  |

| 2025-11-dataCET | Jemen |  | Bhutan |  |
| 2025-11-dataCET |       |  |        |  |

| 2026-03-dataCET | Liban |  | Jemen |  |
| 2026-03-dataCET |       |  |       |  |

| 2026-03-dataCET | Bhutan |  | Brunei |  |
| 2026-03-dataCET |        |  |        |  |

## Strzelcy
2 gole
- Malek Fakhro

1 gol
- Dawa Kuenjung Tshering
- Nazirrudin Ismail
- Husseyn Chakroun
- Mohamad Haidar
- Samy Merheg

Gol samobójczy
- Karma Chetrim (dla  Brunei)